# 弾丸列車
弾丸列車（だんがんれっしゃ、彈丸列車）は、日本で1939年（昭和14年）に始まった、通称「弾丸列車計画」で計画されていた列車である。この計画は第二次世界大戦後の新幹線へと繋がっている。

## 計画の背景
1932年（昭和7年）に満洲国が成立すると、日本から朝鮮半島・中国大陸へ向かう輸送需要が急増した。東京・大阪からそれらの地方へ向かう当時の最速ルートは、まず東海道本線・山陽本線で下関まで行き、関釜連絡船で玄界灘を渡って釜山に上陸後、さらに朝鮮総督府鉄道（鮮鉄）・南満洲鉄道（満鉄）を利用するというルートであった（→国際連絡運輸も参照）。しかし、当時すでに東海道本線と山陽本線は重要幹線であるが故に輸送力が逼迫した状態にあった。例えば、東海道本線と山陽本線の総延長は当時の国鉄線（省線）の7%に過ぎなかったものの、輸送量は全体の30%を占めていた。特に1937年（昭和12年）に日中戦争が勃発すると、そのままでは輸送量の増加に対処しきれなくなると危惧されるようになった。

## 立案から具体化
1938年（昭和13年）12月2日、当時の国有鉄道を運営していた鉄道省内部に「鉄道幹線調査分科会」が設立され、両幹線の輸送力強化に関する調査研究が開始された。翌1939年（昭和14年）7月12日には「鉄道幹線調査会」が勅令をもって設立され、輸送力拡大のための方策が具体的に検討されるようになり、同年11月に結論として早期に同区間に別線の高規格鉄道を敷くことが必要であるということになった。鉄道省の用語では、広軌による幹線として「広軌幹線」という言葉でこの計画を呼んでいたが、新聞など世間一般では弾丸のように速い列車であるという形容として「弾丸列車」という語が使われた。また、「新しい幹線」という意味で「新幹線」という語の使用も当時の公式資料中には見られるものの、現在の新幹線との直接的な繋がりは無い。
関係者には、初の本格国産蒸気機関車である8620形や9600形を開発した関西鉄道出身の鉄道技術者島安次郎や、その息子で第二次世界大戦後に東海道新幹線計画を推し進めることになった島秀雄もいた。島安次郎は、かつて国鉄の標準軌化を目論んで計画を立てていたが、立憲政友会の原敬が横槍を入れて実現せぬまま終わったという経緯があり、独自に標準軌新線を敷くというこの案に乗ったものであった。
当初は他の路線と直通できることから1067mmの狭軌新線を敷く案が有力であったが、大陸の鉄道である満鉄や鮮鉄が1435mmの標準軌を採用していたことから、それとの貨客直通を図れる方が軍事輸送の面などからしても有利なこと、標準軌を使用すれば高速運転ができるなどの理由もあり、双方が電化・非電化（蒸気機関車）も含めて比較検討された。下記の検討案のうち狭軌KCはKC54、狭軌KDはKD51と各種データが合致している。
| 種別               | 軸配置（+炭水車BB） | 動輪径（mm) | 火格子面積（m²） | 全長(m) | 運転整備重量(t) | 粘着重量(t) | 最高速度(km/h) |
| ------------------ | ------------------- | ----------- | ---------------- | ------- | --------------- | ----------- | -------------- |
| 広軌HC型蒸気機関車 | 2C1                 | 2300        | 6.5              | 26      | 118+85          | 72          | 150            |
| 広軌HD型蒸気機関車 | 1D1                 | 1520        | 5                | 22      | 109+61          | 80          | 75             |
| 狭軌KC型蒸気機関車 | 2C1                 | 1850        | 4.1              | 23      | 87+65           | 52.5        | 120            |
| 狭軌KD型蒸気機関車 | 1D1                 | 1400        | 4.5              | 22.2    | 95+65           | 86          | 75             |

| 種別               | 軸配置   | 動輪径（mm) | 1時間定出力（規定電圧90％の例） | 全長(m) | 運転整備重量(t) | 粘着重量(t) | 最高速度(km/h) |
| ------------------ | -------- | ----------- | ------------------------------- | ------- | --------------- | ----------- | -------------- |
| 広軌EF型電気機関車 | 2CC2     | 1250        | 3300HP                          | 21.8    | 152             | 120         | 150            |
| 広軌EF型電気機関車 | 1CC1     | 1250        | 3300HP                          | 20      | 140             | 120         | 75             |
| 狭軌EF型電気機関車 | 2CC2     | 1250        | 2250HP                          | 20      | 111             | 83.7        | 120            |
| 狭軌EF型電気機関車 | 1CC1     | 1250        | 2250HP                          | 17.5    | 97.5            | 80.5        | 75             |
| 狭軌EH型電気機関車 | 1BB11BB1 | 1250        | 3000HP                          | 25      | 136             | 120         | 75             |

## 建設と挫折
1940年（昭和15年）9月に鉄道省が「東京・下関間新幹線建設基準」を制定し、同年に帝国議会で「広軌幹線鉄道計画」が承認され、国家が1954年（昭和29年）までに開通させることを目標とした「十五ヶ年計画」に基いて総予算5億5600万円をかけて建設を行うことが決定した。これに基づき用地買収・工事が開始されることとなる。
また、将来的には対馬海峡に海底トンネル（日韓トンネル）を掘削し、満洲国の首都・新京（現：長春）や中華民国の北京までの直通列車を走らせるという構想もあった。太平洋戦争によって日本軍がシンガポール（昭南）を獲得すると、そこまでの延長も画策されたという。大東亜共栄圏構想に基いて日本が東アジア・東南アジアでの覇権を確立し、日本を中心として同地域の植民地を解放した新しい体制を創ろうとしたことからこれらの計画は生まれたといわれ、他にもインド・ラオス等への鉄道敷設が構想として存在し、シベリア鉄道に代わるアジアからヨーロッパまでの鉄道敷設を目指した「中央アジア横断鉄道計画」（新規建設区間は包頭・西安 - 甘州（現、張掖） - 哈密 - カシュガル - カーブル - テヘラン - バグダード、他の区間は既設線活用）なるものも立案された。大東亜縦貫鉄道も参照のこと。
しかしながら同戦争の戦局が悪化したため、1943年（昭和18年）度をもって工事は中断された。新丹那トンネルの工事は中断したが、日本坂トンネルは工事が継続され、完成後は東海道本線の新トンネルとして転用された（後に東海道新幹線のトンネルとして再転用される）。また、新東山トンネルも、元々は東海道本線の輸送力増強用（三線化）に着手した経緯から工事が継続され、東海道本線の東山隧道下り線（現在の下り内側線）として完成した。用地買収も東海道区間については戦時体制による半ば強制的な形で多くが完了していたが、それらは戦後の東海道新幹線建設計画において活用されることになる。
終戦直後の1946年（昭和21年）6月には、外資を取り入れた民間主導でこの計画を実現させようという計画もあがった。「日本鉄道株式会社」（東北本線などを敷設した明治時代の日本鉄道とは無関係）として立案されたこの計画は、東京から福岡の間に標準軌の新線を敷設し、寝台列車・貨物列車などは機関車牽引、その他の列車は電車列車で運行、東京 - 大阪間を4時間、東京 - 福岡間を10時間で結ぶことを目標とした。しかし、日本の主要幹線は鉄道国有法により国家が運営することが定められていたことと、国の復興予算と資材は国鉄に優先的に投与することになっていたため、認可には至らなかった。また岡山県では、弾丸列車の計画ルートを生かす形で笠岡市から岡山市を通って兵庫県赤穂市までを結ぶ「岡山急行電気鉄道」の計画が立案されたことがあったが、並行路線である国鉄赤穂線の建設工事が当時既に始まっていたこともあって実現には至らなかった。
新丹那トンネル開削のため、作業員宿舎が置かれた場所である静岡県田方郡函南町には、戦中よりこの弾丸列車計画にちなんで、「新幹線」という地名が今に至るまで存在している。

## 計画の概要
- 東京 - 下関間984.4kmに、在来線とは別の複線新線を敷設する（計画立案当時の同区間在来線営業キロは1097.1km）。
- 現在線と必ずしも並行せず、できるだけ直線ルートを取る。
- 長距離高速列車を集中運転する。
  - 旅客列車は東京 - 大阪間を4時間30分、東京 - 下関間を9時間で結ぶことを目標とした[8]（当時、東京 - 大阪は最速列車で8時間、東京 - 下関間は18時間半を要した）。
  - 当初、東京 - 大阪間には片道42本、大阪 - 下関間に31本の旅客列車を設定する予定であった（新幹線開業当初は東京 - 新大阪間に30本、翌年には51本。また当時の東京 - 大阪間直通定期旅客列車は24本、大阪 - 下関間は18本）。
  - 貨物列車は東京 - 大阪間12本、大阪 - 下関間10本の設定を予定した。
- 最高速度は200km/hとする（蒸気機関車牽引区間では150km/h。なお新幹線は210km/h、当時の在来線最高は95km/h）。
  - 最高速度200km/hは将来の目標として、最高速度は150km/hを予定していた。制動距離は時速150km/hで常用制動1500m、非常制動900mとされた[9]。
- 旅客駅数は18に限る。
  - 旅客駅は、東京、横浜、小田原、熱海、沼津、静岡、浜松、豊橋、名古屋、京都、大阪、神戸、姫路、岡山、尾道、広島、徳山、小郡、下関[8]。
  - また貨物列車の操車場として、新鶴見、浜松、名古屋、吹田、岡山、広島、幡生[8]。
  - ただし尾道に代わって福山に駅を設置する案や、沼津に代わって三島に駅を設置する案もあった。また、最速列車の停車駅は東京、横浜、静岡、名古屋、京都、大阪、神戸、姫路、岡山、広島、下関の11箇所とし、将来的には東京、名古屋、大阪、広島、下関の5駅のみ停車する速達列車を運転する構想もあった。
- 軌間は鮮鉄や満鉄同様の1435mm（標準軌）とする。
- 電化区間は東京 - 静岡間および名古屋 - 姫路間とする[8]。
- 電化方式は直流3000V（部分電化時）とする（新幹線では交流25,000V）。
- 幹線道路とは立体交差、その他の道路ともできるだけ立体交差とする。
- 信号の見通し距離は長く取る（新幹線では自動列車制御装置(ATC)を採用して信号機は設けないことになったが、本計画時にも車内信号方式は検討されていた）。
- 部分開業を前提に、当面は標準軌基盤で狭軌鉄道を敷設し、全通時に標準軌へ改軌する（新幹線計画でも構造物は新幹線規格で建設するも当面狭軌鉄道を敷設する新幹線鉄道規格新線として整備されていた区間がある）。
- 最大勾配は、上り10‰（パーミル）、下り12‰とする[8]。
- 車体限界は高さ4800mm、幅3400mm、長さ25m[8]（新幹線はそれぞれ4500mm、3400mm、25m）。
- 建築限界は高さ5150mm、幅4400mm（同じく5700mm、4400mm）。
- 最小曲線半径は2500m[8]（東海道新幹線は2500m、以後の新幹線は4000m・実際にはそれ以下のカーブが速達列車の停車駅を中心に多く存在）。
- 軌道中心間隔4200mm（東海道新幹線は4200mm、以後4300mm）[10]。
- 使用レールは60kg以上（東海道新幹線は当初53.54kg、その後及びその他60.8kg）。
- バラスト軌道道床厚は300mm（東海道新幹線は300mm、以後の多くはスラブ軌道）。
- 施工基面幅は10.2m以上（東海道新幹線は10.7m、山陽新幹線の岡山以東は11.6m、以西は11.4m）。

なお第二次世界大戦後、ほぼ同じ区間に同じく輸送力の増強を目的として建設された東海道新幹線・山陽新幹線とは、ルートや規格以外では以下の様な相違点が存在する。

### 戦後の新幹線との相違点
機関車牽引方式であること。
関係者である島秀雄などからは電車運転（動力分散方式）の案もあったが、基本的には当時の風潮（米国流の設計手法や、基本的に非電化とすることなど）から機関車牽引方式（動力集中方式）となった。
静岡 - 名古屋間と姫路以西は非電化で蒸気機関車牽引になっていること。
東京 - 静岡間は長大な新丹那トンネルを有することから保安上の問題で電化となったが、陸軍などが有事の際変電所などの送電施設を攻撃されると運行が不能になることを理由に、基本的には非電化とすることを主張していたため。後に、戦時下の空襲で電化設備は常に他の設備に先立って復旧されるため電化故の復旧遅延はほとんど皆無であり、莫大な軍事輸送要請にも威力を発揮したため軍部はこの考えは誤解であったとしている。なお、島秀雄は上記の理由もあり蒸気機関車5種と電気機関車3種の案を提出したが、電化さらに電車中心の時代が来ることを確信しており実際は電車関連の研究を中心に進めていた。
貨物列車の運行を予定していたこと。
旅客駅とは別に、いくつか貨物駅も設ける予定であった。東海道新幹線の建設計画が出された際にも貨物列車の運行案があったが、実現しないまま現在に至っている。
営業線とは別に試運転線の建設を予定していた。
当時の日本にとって150km/h以上の速度域で機関車・列車を高速走行させることは未経験であり、また当然ながら上述の軌間・車両限界・建築限界の規格を満たす国鉄在来線は皆無であるため、浜名湖と佐鳴湖に挟まれた浜名郡神久呂村（現在の浜松市中央区）に1周全長16km・最大勾配8‰・最小曲線半径1500mの楕円型の試運転線と、同線と浜松工場を結ぶ5kmの線路が計画された。
第二次世界大戦後実現した新幹線では、東海道新幹線は神奈川県の相模川付近 - 酒匂川付近の区間をモデル線として先行建設し、0系電車の試作車1000形電車A・B編成や同系の量産先行車C編成による高速走行試験が行われ、東北新幹線でも久喜駅付近 - 石橋駅付近の区間を東北新幹線総合試験線として先行建設し、961形電車・200系電車の試作車962形電車による高速走行試験が行われ、さらに仙台駅 - 北上駅間の区間も北上試験線として先行建設し、925形電車による雪害対策試験が行われた。

### 用地買収と新幹線計画
用地買収は前述のように、半ば強制的な形で東海道区間については多くが終了していた。その方法は、突然関係者が土地所有者の元へやってきて、話し合いなど一切せず代わりに杭を打って帰っていき、買収価格の交渉などは無かったというもので、地主は相当安い価格で買い叩かれたという。しかし応じなければ「非国民」扱いされるため、言われるがまま従わざるを得なかったというような例もあったとされている。時局柄、空襲が土地の買収の契機となったことさえあったようである。
第二次世界大戦後、元の土地の所有者から「国に売却した土地が使用される見込みがないのなら返還せよ」という内容の訴訟が起こされた。これは最高裁判所まで行き、国鉄の敗訴はほぼ確実となった。東海道区間については東海道新幹線の建設が訴訟中に決定したため返還されないことになったが、山陽区間については山陽新幹線計画が具体化していなかったために多くが返還された。そのため山陽新幹線の建設が決定した際は、返還した土地を再び買収するわけには行かないので、多くのルートが変更されることになった。同新幹線でトンネルが多くなった要因には、このような背景もあったとされる。また、東海道区間でも浜松周辺のように、その後の諸事情から弾丸列車用として予め確保した用地を線路用地には転用せず、ルートを変更して新たに用地を買収し直して建設した区間も存在する。東海道新幹線の浜松駅付近に急曲線が存在するのはそのためである。
なお、東海道新幹線開業後、一等車（現在のグリーン車）のシートポケットに配置されていた訪日外国人旅行者向けの英語版リーフレットのタイトルは『Japan's Bullet Train - 125mph』とあり、「Shinkansen」という言葉が国際的に定着する前は、弾丸列車という言葉をそのまま直訳して使用していた。

## 予定ルートと駅設置場所
東京駅
市ケ谷駅、東京駅、新宿駅、荻窪駅又は高井戸駅の4箇所が候補にあった。旅客の利便、旅客流動（新宿駅と東京駅のほぼ中間にあることも理由）、防空の観点、都市計画、建設費などを考慮して市ケ谷が最有力候補であったが、利便性では東京駅併設、建設費では荻窪又は高井戸が有利とされ、最終的な結論には至らなかった。
東京 - 横浜間
現行新幹線にほぼ一致。途中機関区・客車操車場を品川または新鶴見に設け、貨車操車場は新鶴見に設置（後に在来線の新鶴見機関区と新鶴見操車場に転用）。
横浜駅
横浜線との交点に「新横浜駅」を設けるとされていたが、東急東横線とも連絡が可能な菊名駅付近が最有力とされた（現在の新横浜駅よりやや南寄り）が新東京駅との兼ね合いで保留となった。
横浜 - 小田原間
現行新幹線にほぼ一致。なおこの区間は用地買収が進んでおり、第二次世界大戦後に新幹線のテストコースとなった「鴨宮モデル線区」となって現在の東海道新幹線となっている。
小田原駅
在来線小田原駅に併設。
小田原 - 三島間
熱海駅付近までは現行よりやや海より。そこから先、新丹那トンネルを抜けて三島までは現行ルートとほぼ同じ。
三島駅
在来線三島駅に併設。当初は沼津駅を通す計画であったが、線形の都合で三島に変更となった。
三島 - 静岡間
現在の新幹線と異なり、由比辺りまでは海岸線ルートを通る。由比以西は現在よりやや山寄り。
静岡駅
在来線静岡駅に併設。また、駅東方3.5km（現、東静岡駅付近）の所に電気機関車と蒸気機関車の付け替えのための機関区と操車場を設置予定。
静岡 - 浜松間
掛川駅付近までは現行新幹線とほぼ同じで、そこから先は現在より北側のルートを通る。
浜松駅
用地買収の問題から当初は浜松駅南方へ「新浜松駅」を設ける予定であったが、後に遠州鉄道との連絡ができる島ノ郷駅（現、曳馬駅）付近に設ける予定へ変更された。
浜松 - 豊橋間
新居町駅付近まで南下し、東海道本線に沿って二川駅付近で完全に並行する形で豊橋に至る。
豊橋駅
在来線豊橋駅に併設。ただし現行新幹線が地上駅なのに対し、高架駅の予定であった。
豊橋 - 名古屋間
現行新幹線とほぼ同じ。
名古屋駅
在来線名古屋駅に高架で併設。機関区・客車操車場・貨車操車場は近くの日比津に設けるとされ、第二次世界大戦後の新幹線計画では電車の留置線とされた。貨物駅は笹島を予定した。
名古屋 - 京都間
米原駅などに迂回する現行に近い案もあったが、鈴鹿山脈を越え野洲駅を通る計画（以前の名古屋急行電鉄の計画に近い）となり、新東山トンネル（現在の東海道本線東山隧道下り内側線）が作られた。
京都駅
現在の新幹線駅が在来線駅の南側にあるのに対し、在来線京都駅の北側（現在の京都駅ビル付近）に併設し、貨物駅は西大路駅近くに設ける予定だった。琵琶湖の横断線上にある京都市西北や、東山の南にある伏見区に置く案もあった。
京都 - 新大阪間
現行新幹線にほぼ一致。鳥飼に機関区と客車操車場を、現在の大阪府道2号大阪中央環状線をくぐった味生付近に貨物操車場を設ける。この区間も用地買収が比較的進んでおり、第二次世界大戦後、京都・大阪府県境付近では阪急京都線の列車が一時的に開業前の新幹線の線路を借用して運行されたこともあった。
大阪駅
1940年（昭和15年）に開設された東淀川駅を「新大阪駅」とする予定であった（現在の新大阪駅よりやや北寄り。第二次世界大戦後の新幹線計画で変更された理由については、新大阪駅#歴史を参照）。
大阪 - 神戸間
現在の新幹線と異なりほぼ直線ルートで抜け、西宮北口駅付近を通って芦屋市付近でトンネルに入る。尼崎市内に確保された用地は第二次世界大戦後、名神高速道路に転用された。
神戸駅
在来線神戸駅北方2kmの平野付近に「新神戸駅」を設置（現在の新神戸駅より西寄り）。
神戸 - 姫路間
現在の山陽新幹線より山よりの、山陽本線の北側を進むルート。買収済みの建設予定地の一部は現在第二神明道路、加古川バイパスなどに転用されている。
姫路駅
播但線の亀山駅（1986年廃止）と山陽電気鉄道本線の電鉄亀山駅（現・亀山駅）にまたがって交差するように「新姫路駅」を設ける予定であった。
姫路 - 岡山間
相生駅付近までは山陽本線に並行するルートで、そこから先は弾丸列車と同時に山陽本線船坂峠の勾配区間を避ける新線として建設を行うことになった赤穂線と並行する。
岡山駅
宇野線大元駅付近に「新岡山駅」を設ける予定であった。
岡山 - 尾道間
山陽本線と並行するルートで、玉島駅（現、新倉敷駅）付近まではその南側を進み、そこから先は北側を進んで福山駅手前からは現行の山陽新幹線と並行し、尾道付近で在来線と接続するためにカーブを設ける。
尾道駅
尾道市の西端、尾道駅 - 糸崎駅間に「新尾道駅」を設ける予定であった（現在の新尾道駅の南西寄り）。なお既存設備が活用可能な玉島や福山・三原でなく、わざわざ新しく尾道に駅を設けることになったのは、当時はここが岡山と広島の中間にあって最も栄えていたからだとされる。
尾道 - 広島間
現在の山陽新幹線がトンネルを多用しているのに対し、蒸気機関車牽引なのでトンネルを避けるために山陽本線と並行し、瀬野八付近で同線と交差した後に芸備線の安芸矢口駅付近へ抜け、可部線の下祇園駅付近に機関区を設ける予定であった。なお西条駅付近を通過するため、将来的には弾丸列車にも駅を設けられるようにする予定であったと言われる。
広島駅
山陽本線の己斐駅（現、西広島駅）を「新広島駅」とする予定であった。
広島 - 徳山間
山陽新幹線・岩徳線とほぼ同一のルートだが、トンネル区間はできるだけ減らそうとした。廿日市駅裏の曹洞宗の寺「洞雲寺」の門前の田圃には測量の際に打たれた、枕木を転用したと思われる杭がある。しかし、近年宅地開発により更地となり、痕跡は残っていない。
徳山駅
市街地を避けて徳山駅の北方に「新徳山駅」を設ける予定であった。
徳山 - 小郡間
現在の山陽新幹線がトンネルによってほぼ一直線に抜けているのに対し、曲線を多用してそのやや南側を抜ける予定であった。
小郡駅
山陽本線の嘉川駅付近に駅を設ける予定であった。
小郡 - 下関間
小月駅付近までは山陽新幹線とほぼ同じルートを通り、そこから先は山陽本線と並行、幡生に貨物操車場を設ける予定であった。
下関駅
下関駅（なお1942年に現在地へ移転するまでは、700m東の海岸寄りにあった）併設を予定したが、九州方面への延伸を考慮してトンネルが掘りやすいよう別の場所への設置も考えられていた。
大陸へのルート
当初は下関駅で関釜連絡船に接続するとしていたが、同航路を車両航送ができる様に改造して客車を載せて釜山・北京へ直通することや、前述のように海底トンネルを掘ることも考えられた。海底トンネルを掘る際は、佐賀県の東松浦半島付近から海底に潜って壱岐島・対馬を経て行くのが建設費等の面から有力とされ、実際に海底調査もなされた。また対馬と朝鮮半島の間（朝鮮海峡）は海底が深いため、海底に橋脚を建ててその上に載せたチューブの中を列車が走るなどといった案や、吊橋にする案も出されたが、結局は軍部が魚雷攻撃に遭ったら運行不能になるということで反対したために、通常の海底トンネルで建設を行うこととされた。なお現在、日韓トンネルとしてこの区間にトンネルを掘る構想が一部で存在する。

## 運行計画
特別急行列車（特急列車）・普通急行列車（急行列車）の2種類の列車を運行する予定で、特急列車の編成は機関車の牽引力と目標速度を考慮して一等車・二等車・三等車をすべて連結した10両編成とされ、全車両冷暖房完備とし、満鉄の「あじあ」号同様密閉型の展望車も設ける予定であったという。そして急行列車は夜行のみとし、両都市の有効時間帯を考慮して東京 - 大阪間を9時間運転で走り、各等座席車・寝台車による15両編成を予定したとされる。また旅客列車・貨物列車のほか、郵便列車・荷物列車の運転も計画されていた。
当初の最速列車の運行計画は、大体以下のようなものであった。
東京620→（特急）→下関1520・1610→（連絡船）→釜山2340・030→（特急）→京城（現：ソウル）620・630→奉天（現：瀋陽）1800（列車分割）・1810→新京（現：長春）2140、北京730
- 東京から新京まで39時間20分、北京まで49時間10分の予定。それまでの最速が下記のように（1940年（昭和15年）10月改正時）それぞれ55時間12分、69時間50分であったことから、約1日の短縮となる。

東京1500→（特急「富士」）→下関925・1030→（連絡船1便）→釜山1800・1850→（急行「ひかり」）→京城247・254→奉天1737・1745→新京2212、釜山1920→（急行「興亜」）→京城330・337→奉天1922・1945→北京1250

## 牽引機関車
下記の機関車が設計されていた。
- 電気機関車 - 旅客用HEH50（最高速度210km/h）、HEF50（同170km/h）、貨物用HEF10（同95km/h）、入れ換え用HEH150。
- 蒸気機関車 - 旅客用HD53、HC50、HC51、貨物用HD60、入れ換え用HE10、HE11。

旅客用のHEH50形は、2車体（後のEH10形等と同形態）を併結した形の動輪8、補助輪5、パンタグラフ4基、全長32.5mという大型電気機関車で、世界最速の実用運転を目指したものであった。
これらの機関車は、満鉄で経験した技術をベースとして当時世界最先端の鉄道先進国の一つであったドイツの蒸気機関車・電気機関車の影響を受けて設計されていた。例えば、HC51型は05型蒸気機関車に、HD53型は06形蒸気機関車に酷似した外見を持つ。
HC51型は、南満洲鉄道パシナ型蒸気機関車の性能試験などで得た情報を基に、05型蒸気機関車と同じ車軸配置を2-C-2として、直径2300ミリメートルの動輪を持たせた3シリンダー機関車で、最高時速150キロメートルでの運転を目標としていた。また、火室は約8平方メートル（畳5畳相当）あったため、図面には燃焼室と自動給炭装置が書かれおり取り付ける予定であったほか、重油併燃装置の採用も検討されていた。
いずれの機関車も空気抵抗を考慮し、流線型の採用を予定した。
HC50型は、C53をモデルにした3シリンダー機関車であると判明しているが、文脈を読むと流線形を採用していない可能性がある。その他、動輪径などの詳細は不明である。